# Regne d'Ise
El regne d'Ise fou un dels 16 regnes històrics dels ekitis, una branca dels iorubes. La capital era Ise, avui Ise-Ekiti a l'estat d'Ekiti, a Nigèria, que avui dia és també seu d'una Àrea de Govern Local (LGA) anomenada Ise/Orun amb una població de 204.022 habitants. El rei actual, que porta el títol d'Arinjale, és Oba Ayodele Ajayi.

## Història
A la caiguda de l'Imperi d'Oyo al començament del segle xix els ekitis van esdevenir independents dividits en setze regnes i nombrosos caps menors. El regne d'Ise era un dels més segurs i protegits, però com els altres estava sotmès a les ambicions d'Ilorin primer i després d'Ibadan. Després del 1840 Ise va pagar tribut a Ibadan. Quan el 1874 Ibadan va atacar el regne d'Ado, molts habitants van haver de fugir a Ise. L'arinjale no obstant es va refermar com a tributari d'Ibadan i els refugiats d'Ado foren venuts com esclaus, morts (o sacrificats als déus) o entregats a Ibadan. Les caigudes d'Ilesa/Ijesa (1873) i del regne d'Ado (1874) va marcar el punt més alt del poder d'Ibadan, que va imposar el seu jou als ijeses i als ekitis i va establir un gran i variat imperi, probablement més gran que l'Imperi d'Oyo (Ibadan dominava Ibarapa, Osun, Ife, Ijesa, Ekiti, Igbomina i Akoko). Les ciutats subordinades a Ibadan, com Ise, estaven sota el govern d'uns oficials anomenats "ajele", de manera similar que a l'antic imperi Oyo; els ajele garantien que la ciutat vassalla o tributària romandria lleial a Ibadan.
El regne ekiti d'Ise no havia participar en la guerra d'Igbo-Alahun en l'aliança contra Ibadan i per això era detestat pels reis que si que havien participat en aquesta aliança. Ise però era una ciutat poderosa amb molta població, unes bones muralles i tenia el suport d'Ibadan. Però Ado no podia deixar passar el que havien fet amb la seva gent i va enviar a l'emergent cap militar Falowo, en missió diplomàtica que va acabar malament. Però el que va provocar la guerra fou l'afer anomenat Omodidun-Aseuke: el 1874 un home d'Akure, Omodidun, va fugir amb Aseuke, nativa d'Ise i esposa del Deji d'Akure i es van amagar a Ise. El deji d'Akure va llençar un ultimàtum al rei (Arinjale) d'Ise exigint l'extradició d'Omodidun i Aseuke però l'arinjale s'hi va negar, provocant l'anomenada Guerra d'Ise, que va durar dos anys. L'aliança Igbo-Alahun va combatre contra Ise en tots els fronts. Aduloju, el més vell de tots els caps militars fou nomenat gran comandant aliat. Ise, amb bones muralles, va resistir. Ibadan a més va enviar un exèrcit en suport d'Ise i les forces aliades es van retirar abans de la seva arribada per reprendre les hostilitats quan van marxar. Finalment la resistència d'Ise fou trencada i les forces aliades van entrar a la ciutat, la van saquejar i cremar i van fer esclaus als seus habitants.
El 1874, Ogedengbe, l'antic cap militar del regne d'Ijesa i ara treballant pel seu compte, va posar setge a Ise, que seguia sent una ciutat tributària d'Ibadan. Ise llavors va cridar a Ibadan en recerca d'ajuda, i Ibadan va enviar un exèrcit formidable per rescatar la població. Quan Ogedengbe va saber de l'avanç d'Ibadan, va abandonar el lloc i es va retirar a la seva fortalesa a Ita-Ogbolu al Districte d'Akure. Quan van arribar els ibadanis a Ise i va descobrir que Ogedengbe ja no era allà, van decidir no tornar a casa amb les mans buides, de manera que van dirigir la seva atenció sobre Emure.